# San hô ống đàn ống
San hô ống đàn ống (Tubipora musica) là một loại san hô alcyonary có nguồn gốc từ vùng biển của Ấn Độ Dương và các khu vực trung tâm và phía tây của Thái Bình Dương. Đây là loài duy nhất được biết đến của chi Tubipora. Loài này là một san hô mềm nhưng có bộ xương calci cacbonat cứng, độc đáo chứa nhiều ống giống như ống đàn ống. Trên mỗi ống là một loạt các polyp và mỗi cái có tám xúc tu giống như lông vũ. Những xúc tu này thường được kéo dài ra trong ngày, nhưng sẽ nhanh chóng rút đi với bất kỳ sự xáo trộn nào. Bộ xương có màu đỏ tươi, nhưng thường bị che khuất bởi nhiều polyp, có màu xanh lá cây hoặc màu xám. Về kích thước, các khuẩn lạc có thể đạt tới chiều dài một mét, trong khi các polyp riêng lẻ thường nhỏ hơn 3 mm chiều rộng và có chiều dài vài mm. Chúng bị hạn chế ở vùng nước nông và có xu hướng sống ở những nơi có mái che nơi chúng ăn sinh vật phù du. Chúng là họ hàng gần với những quạt biển và san hô mềm khác. Loài này đôi khi được nuôi giữ trong các bể cá cảnh, nhưng đời sống khá thất thường, và rất khó để duy trì.